# Polfett
Polfett (auch Pol-Fett) oder Säureschutzfett ist ein Korrosionsschutzmittel auf Fettbasis für elektrische Kontakte, speziell für die Anschlusspole von Bleiakkumulatoren an Kraftfahrzeugen.
Polfett soll die Kontaktstelle vor Feuchtigkeit und der Schwefelsäure-Ausgasung von Bleiakkus schützen, um die Oxidation bzw. Korrosion der Kontaktflächen zu vermindern. Selbst bei dauerhaft fest angezogenen Klemmen können ohne Polfett im Laufe der Zeit unerwünschte Übergangswiderstände entstehen.
Polfett besteht aus einem Gemisch aus hochraffinierten Kohlenwasserstoffen und Korrosionsinhibitoren. Es ist bedingt säurefest.
Da Polfett im Gegensatz zu Kontaktfett elektrisch nicht leitend ist, erhöht es Übergangswiderstände, wenn es auf die Kontaktflächen aufgetragen wird. Wenn ein besonders geringer Übergangswiderstand gefordert ist, sollten vor dem Herstellen der elektrischen Verbindung zunächst die Kontaktflächen gereinigt und von jeglichem Fett befreit werden. Erst nachdem die Kontaktflächen fest miteinander verbunden sind, kann Polfett mittels Pinsel oder Spraydose appliziert werden, um das Eindringen von Feuchtigkeit zu reduzieren.